# 성룡의 나이스 가이
성룡의 나이스 가이(一個好人, Mr. Nice Guy)는 홍콩에서 제작된 홍금보 감독의 1997년 액션, 코미디, 범죄 영화이다. 성룡 등이 주연으로 출연하였고 차이란 등이 제작에 참여하였다.
알려진 다른 제목은 나이스 가이, 일개호인이 있다.

## 출연

### 주연
- 성룡

### 조연
- 이정의
- 가브리엘 피츠패트릭
- 리차드 노튼

## 제작진
- 프로듀서: 하관창

## 한국판 성우진

### KBS (1999년 9월 22일)
- 김일 - 재키 (성룡)
- 이선 - 미키 (이정의)
- 김병관 - 진 카를로 (리차드 노튼)
- 안종국
- 유제상
- 서혜정
- 김익태
- 최병상
- 김옥경
- 김정주
- 이재용
- 배정미
- 장호비
- 박정민
- 이윤수

### SBS (2002년 9월 22일)
- 홍시호 - 재키 (성룡)
- 문선희 - 미키 (이정의)
- 차명화 - 다이아나 (가브리엘 피츠패트릭)
- 장승길 - 지안카를로 (리차드 노튼)
- 김용식
- 김창주
- 이선호
- 김정주
- 김영진
- 박형욱
- 김호성